# Alessandro Farnese il Giovane
Alessandro Farnese il Giovane (Valentano, 7 ottobre 1520 – Roma, 2 marzo 1589) è stato un cardinale italiano.
Passato alla storia con l'appellativo di "Gran Cardinale", fu un uomo colto e un grande mecenate.

## Giovinezza
Alessandro, primogenito dei cinque figli di Pier Luigi Farnese e Gerolama Orsini di Pitigliano, nacque nel castello di Valentano. La famiglia lo destinò immediatamente alla carriera ecclesiastica. Alessandro iniziò i suoi studi a Parma e, in seguito, si trasferì presso il collegio "Ancarano" di Bologna, dove fu mandato insieme al fratello Ottavio per apprendere le materie letterarie, giuridiche e teologiche.

## Cardinale

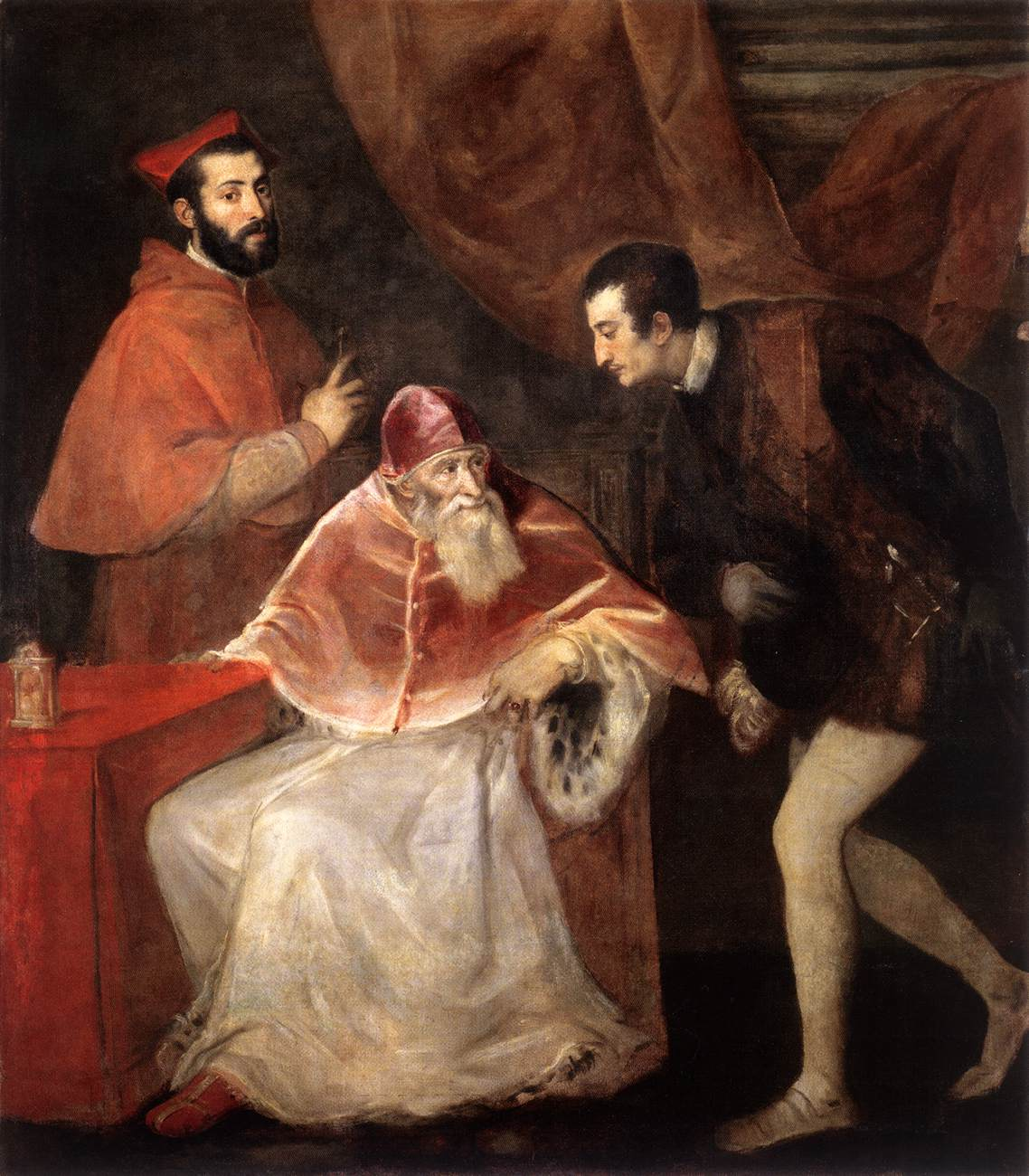
Papa Paolo III con il cardinal nipote Alessandro Farnese (a sinistra) e l'altro nipote, Ottavio Farnese, duca di Parma (a destra), nel celebre dipinto di Tiziano

Il 18 dicembre 1534, a soli quattordici anni, fu creato cardinale dal nonno Paolo III, da poco asceso al soglio di Pietro, insieme al cugino sedicenne Guidascanio Sforza, figlio di Costanza Farnese, sorella di Pier Luigi, e del conte Bosio II Sforza di Santa Fiora. Il giovane Alessandro ricevette la berretta rossa dalle mani del cardinale Del Monte, il futuro Giulio III. Dopo la nomina cardinalizia il papa gli volle assegnare come precettore Marcello Cervini, un giovane prete che si insediò a Palazzo Farnese. Fino alla nomina del cardinale Niccolò Caetani di Sermoneta fu il porporato italiano più giovane.
Nell'agosto del 1535, in seguito alla morte del cardinale Ippolito de' Medici, Alessandro fu nominato Vicecancelliere della Chiesa, succedendo nella carica e in tutti i benefici al deceduto. Senza cessare di appartenere all'ordine dei cardinali diaconi, cambiò il proprio titolo da Sant'Angelo in Foro Piscium a quello di San Lorenzo in Damaso. Dopo questa promozione, il papa affiancò a Marcello Cervini Bernardino Maffei, un poeta e collezionista di medaglie, da lui utilizzate per le sue lezioni di storia.
In questo periodo ebbe un contrasto con Carlo V, per l'affidamento della diocesi di Jaén, assegnatagli alla morte del cardinale Esteban Gabriel Merino, arcivescovo di Bari e protetto dell'Imperatore, che avrebbe preferito un suo candidato. La contesa durò fino al 1536, quando Alessandro scambiò il vescovado di Jaén con quello di Monreale, con rendita valutata in 15.000 scudi l'anno. Le sue rendite, dieci anni dopo, furono stimate in 60.000 scudi. Nel 1538 lavorò quale "cardinal nipote" presso la segreteria di Paolo III, coadiuvato prima da Marcello Cervini, suo segretario, e poi da Niccolò Ardinghelli, Girolamo Dandini e Bernardino Maffei.
Si occupò della lega antiturca e coordinò la preparazione del viaggio di Paolo III a Nizza, per cercare di ricomporre la guerra tra l'imperatore Carlo V e il re di Francia Francesco I, arrivando addirittura a proporre, nel giugno 1539, un matrimonio tra l'imperatore, da poco rimasto vedovo, e Margherita, figlia del re di Francia.
Finché Paolo III rimase in vita, seguì sempre con molto interesse la politica vaticana, soprattutto la questione luterana, anche se non ebbe mai un'autonomia decisionale. Nel 1546, insieme al fratello Ottavio, partecipò, come legato pontificio presso Carlo V, alle guerre smalcaldiche.

## Crisi a Parma
Dopo l'uccisione del padre, Pier Luigi, si aprì la questione del ducato di Parma, che Paolo III voleva tornasse alla Chiesa per evitare che Carlo V se lo arrogasse, ma il nipote Ottavio lottò duramente per i suoi diritti. Fu un duro colpo per il papa ottantunenne, che si dovette allettare. Alessandro, credendo ad una fine imminente, adottò le misure consigliate per tali circostanze. Fece chiudere le porte di Roma in modo da avere il monopolio sulle informazioni che uscivano dalla città e fece ingiungere al legato pontificio a Parma di consegnare la città ad Ottavio.
Camillo Orsini, comandante della piazza di Parma per conto del papa, venendo a sapere della vacanza rispose che aveva ricevuto Parma da un papa e l'avrebbe lasciata solo dietro ordine di un altro papa, ordine che venne impartito da Giulio III come ringraziamento dell'aiuto ricevuto in conclave. Il nuovo pontefice assegnò al duca anche 2.000 scudi l'anno come corrispettivo per il suo incarico di Gonfaloniere. Però Piacenza e tutto il territorio del ducato fino al fiume Taro rimasero nelle mani dell'imperatore Carlo V e solo nel 1556, con l'accordo stipulato a Gand, il duca Ottavio li riebbe da Filippo II di Spagna, succeduto al padre Carlo sul trono di Spagna e di Milano.
Nel 1551 Alessandro fu inviato da Giulio III presso il fratello Ottavio con l'incarico di convincerlo a restituire il suo ducato. Ma Alessandro decise di disubbidire al papa e, per restare fuori portata, si rifugiò a Palazzo Vecchio di Firenze, presso Cosimo de' Medici, rimanendo lontano dalla corte papale per più di un anno. Il papa, furioso per la disobbedienza dei Farnese, fece sequestrare la Diocesi di Monreale e i mobili di Palazzo Farnese, che vennero venduti per 30.000 scudi. L'8 giugno di quell'anno Giulio III dichiarò guerra ai recalcitranti. Le operazioni militari andarono male e così gli ordini del papa si trasformarono in riappacificazione con il figliol prodigo e restituzione di tutti i beni ai Farnese. Alessandro fece ritorno a Roma nel giugno 1552.

## Francia e ritorno

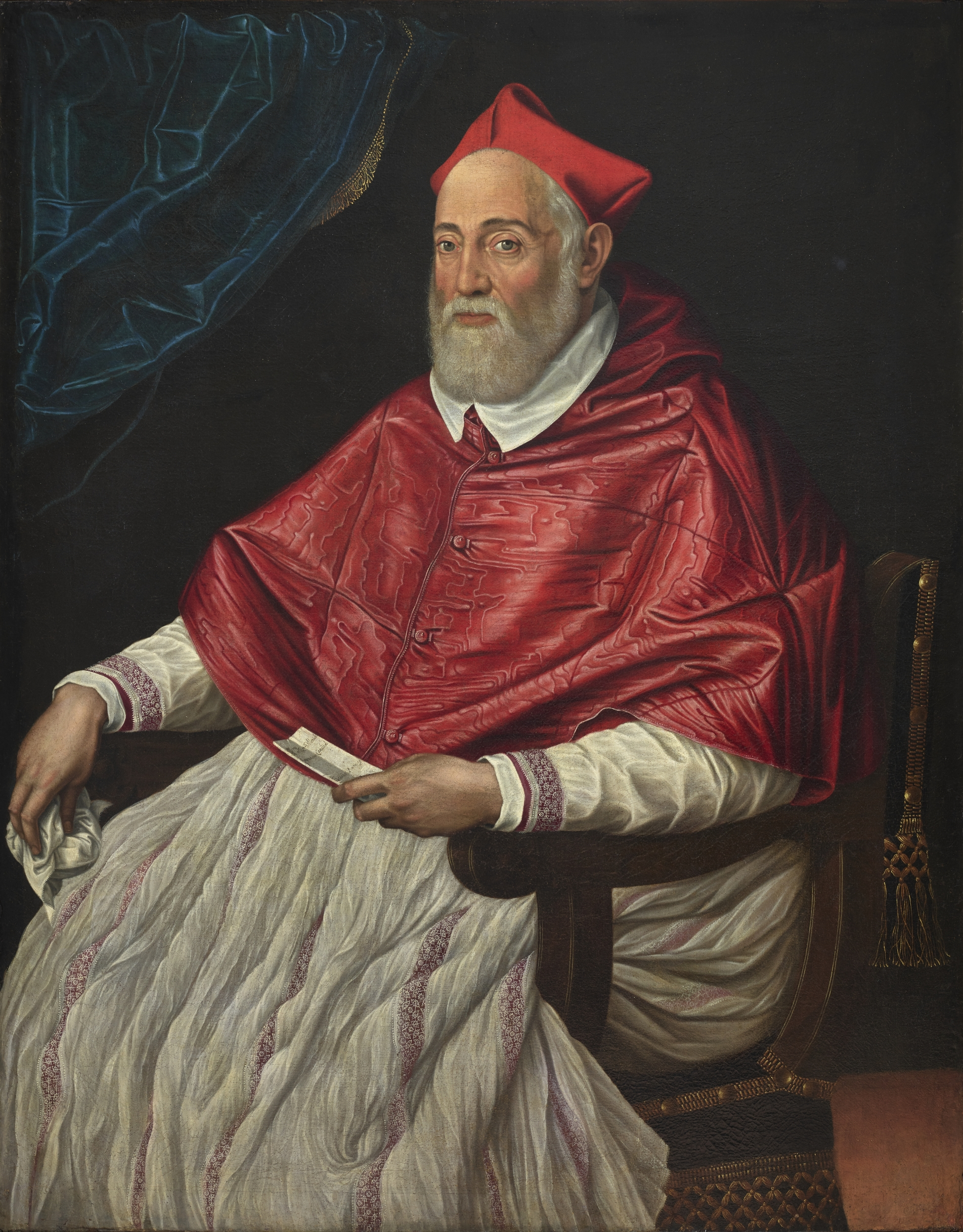
Ritratto del cardinale Farnese, olio su tela di Scipione Pulzone (1579), Roma, Galleria Nazionale d'Arte Antica di Palazzo Barberini

Dopo questo episodio, il cardinale si recò alla corte di Enrico II di Francia. Qui ricevette il vescovado di Grenoble e la promessa di altri benefici vacanti, fino al raggiungimento della rendita di 40.000 scudi. Durante la sua permanenza fu alloggiato in un appartamento nel Castello di Saint-Germain-en-Laye. Per sdebitarsi del trattamento di favore ricevuto a corte, Alessandro concesse agli ambasciatori del re presso la Santa Sede le case possedute a Roma dalla sua famiglia. Ritornò in Italia, dietro insistenza del papa, nell'estate del 1554.
Fu proprio al rientro dalla Francia che Alessandro ebbe il momento di maggior disponibilità finanziaria, grazie alle numerose entrate provenienti dalle varie diocesi di cui era investito. Nel 1556 la sua vita fu allietata dalla nascita della figlia Clelia, avuta forse dalla duchessa francese Claude De Beaune. L'infante venne affidata alla zia Vittoria Farnese, duchessa di Urbino, dove fu educata insieme alla cugina Lavinia della Rovere. Negli anni Sessanta, a Roma, fece amicizia col celebre medico Girolamo Mercuriale, che Alessandro Farnese ospitò e che proprio in casa sua pare aver composto il suo famoso De arte gymnastica.
Nel 1568 fece costruire la chiesa del Gesù, iniziata sotto la direzione di Jacopo Barozzi detto il Vignola, e terminata da Giacomo Della Porta, che divenne architetto capo dopo la morte del Vignola stesso. Nel 1570 Clelia si sposò con Giovan Giorgio Cesarini, da cui ebbe un figlio, Giuliano. Alessandro le fece sposare in seconde nozze Marco Pio di Savoia. Il matrimonio venne celebrato a Caprarola il 2 agosto 1587.
Nel 1564, su progetto del Vignola, fece realizzare gli Horti Farnesiani, autentici giardini delle meraviglie sorti sulle rovine del Palatino, dove alle rovine della Roma imperiale vennero aggiunte voliere, prati, boschetti e sentieri. In quel luogo furono soliti riunirsi i membri dell'Accademia della Virtù, fondata da Claudio Tolomei. Nel 1574 pose mano al completamento della parte posteriore di Palazzo Farnese, divenuto più un museo che un'abitazione, poiché vi erano conservate tutte le collezioni d'arte di famiglia.
Nel 1575 Alessandro fece portare a termine quello che si può considerare un capolavoro del Rinascimento: Palazzo Farnese di Caprarola. Il cardinale, amante della campagna, volle questa splendida villa per potersi ritirare con gli amici vicino a Roma, senza dover raggiungere Gradoli o Capodimonte nel ducato di Castro. In questa residenza lavorarono artisti del calibro del Vignola, che succedette ad Antonio da Sangallo il Giovane, autore del progetto originario, i pittori Taddeo e Federico Zuccari, Jacopo Zanguidi detto il Bertoja, Giovanni De Vecchi, Raffaellino da Reggio e Antonio Tempesta.
Nel 1579, infine, acquistò la Farnesina, la residenza fatta progettare nel 1508 da Agostino Chigi, il maggior banchiere italiano dell'epoca. La villa venne ornata da dipinti di Raffaello, del Sodoma, di Giulio Romano e di Sebastiano del Piombo. Tra il 1582 e il 1584 fece costruire la chiesa di Santa Maria Scala Coeli, presso l'Abbazia delle Tre Fontane, progettata da Giacomo della Porta. La ricchezza che Alessandro riuscì ad accumulare, grazie alle rendite legate ai numerosi titoli connessi al suo cardinalato, gli permise di commissionare ai più grandi artisti dell'epoca, opere architettoniche, miniature, gioielli e affreschi.
Si fece ritrarre da Tiziano e fu un grande collezionista di monete antiche e gioielli. Diventò amico del famoso miniaturista Giulio Clovio, che realizzò il "Libro d'ore Farnese" (compendio di testi devozionali) e il "Lezionario Townely" (di analogo contenuto). Perfino Giorgio Vasari lavorò per lui, realizzando nel palazzo della Cancelleria di Roma, un ciclo di affreschi celebrativi su Paolo III. "Le Vite" del Vasari furono proprio scritte su suggerimento del cardinale e dei suoi amici Paolo Giovio, Annibale Caro, Francesco Maria Molza e Romolo Quirino Amaseo.
In virtù del suo legame con i Gesuiti, e per la sua ambizione di essere eletto papa, costruì e restaurò molti edifici religiosi. Fece ristrutturare dal Vignola la basilica di San Lorenzo in Damaso, commissionando gli affreschi della navata a Giovanni De Vecchi, Niccolò Circignani e al Cavalier d'Arpino. La pala d'altare fu eseguita da Taddeo e Federico Zuccari. Restaurò e fece affrescare la Cattedrale di Monreale, l'Abbazia di Grottaferrata, e quella di Farfa.

## Morte del Gran Cardinale
Nel 1589 fu colpito da un grave ictus e morì. In esecuzione delle sue volontà testamentarie venne tumulato nella chiesa del Gesù. Al suo funerale presenziarono 42 cardinali.

## Discendenza
Da una donna, la cui identità «è avvolta nel più impenetrabile silenzio» (forse Claude de Beaune de Samblançay, forse una lavandaia romana), ebbe una figlia illegittima:
- Clelia, (1557 – 1613), sposata dapprima con Giovan Giorgio Cesarini, secondo Marchese di Civitanova Marche e Signore di Montecosaro, Genzano, Civita Lanivia e Ardea, e successivamente con Marco Pio di Savoia, signore di Sassuolo.

## Ascendenza
|                    |                |                               | Genitori        |  |  | Nonni |  |  | Bisnonni                   |  |  | Trisnonni                   |  |
|                    |                |                               |                 |  |  |       |  |  | Pier Luigi Farnese Seniore |  |  | Ranuccio Farnese il Vecchio |  |
|                    |                |                               |                 |  |  |       |  |  | Pier Luigi Farnese Seniore |  |  | Ranuccio Farnese il Vecchio |  |
|                    |                | Agnese Monaldeschi            |                 |  |  |       |  |  | Pier Luigi Farnese Seniore |  |  |                             |  |
| Papa Paolo III     |                |                               |                 |  |  |       |  |  | Pier Luigi Farnese Seniore |  |  |                             |  |
|                    |                | Giovanna Caetani di Sermoneta | Onorato Caetani |  |  |       |  |  |                            |  |  |                             |  |
|                    |                | Giovanna Caetani di Sermoneta | Onorato Caetani |  |  |       |  |  |                            |  |  |                             |  |
|                    |                | Giovanna Caetani di Sermoneta | Caterina Orsini |  |  |       |  |  |                            |  |  |                             |  |
| Pier Luigi Farnese |                | Giovanna Caetani di Sermoneta |                 |  |  |       |  |  |                            |  |  |                             |  |
|                    |                | Rufino Ruffini                | …               |  |  |       |  |  |                            |  |  |                             |  |
|                    |                | Rufino Ruffini                | …               |  |  |       |  |  |                            |  |  |                             |  |
|                    |                | Rufino Ruffini                | …               |  |  |       |  |  |                            |  |  |                             |  |
| Silvia Ruffini     |                | Rufino Ruffini                |                 |  |  |       |  |  |                            |  |  |                             |  |
|                    |                | Giovannella Caetani           | …               |  |  |       |  |  |                            |  |  |                             |  |
|                    |                | Giovannella Caetani           | …               |  |  |       |  |  |                            |  |  |                             |  |
|                    |                | Giovannella Caetani           | …               |  |  |       |  |  |                            |  |  |                             |  |
| Alessandro Farnese |                | Giovannella Caetani           |                 |  |  |       |  |  |                            |  |  |                             |  |
|                    | Niccolò Orsini | Aldobrandino II Orsini        |                 |  |  |       |  |  |                            |  |  |                             |  |
|                    | Niccolò Orsini | Aldobrandino II Orsini        |                 |  |  |       |  |  |                            |  |  |                             |  |
|                    | Niccolò Orsini | Bartolomea Orsini             |                 |  |  |       |  |  |                            |  |  |                             |  |
| Ludovico Orsini    | Niccolò Orsini |                               |                 |  |  |       |  |  |                            |  |  |                             |  |
|                    |                | Elena Conti                   | Grato Conti     |  |  |       |  |  |                            |  |  |                             |  |
|                    |                | Elena Conti                   | Grato Conti     |  |  |       |  |  |                            |  |  |                             |  |
|                    |                | Elena Conti                   | …               |  |  |       |  |  |                            |  |  |                             |  |
| Gerolama Orsini    |                | Elena Conti                   |                 |  |  |       |  |  |                            |  |  |                             |  |
|                    |                | Giacomo Conti                 | Grato Conti     |  |  |       |  |  |                            |  |  |                             |  |
|                    |                | Giacomo Conti                 | Grato Conti     |  |  |       |  |  |                            |  |  |                             |  |
|                    |                | Giacomo Conti                 | …               |  |  |       |  |  |                            |  |  |                             |  |
| Giulia Conti       |                | Giacomo Conti                 |                 |  |  |       |  |  |                            |  |  |                             |  |
|                    |                | Isabella Carafa               | …               |  |  |       |  |  |                            |  |  |                             |  |
|                    |                | Isabella Carafa               | …               |  |  |       |  |  |                            |  |  |                             |  |
|                    |                | Isabella Carafa               | …               |  |  |       |  |  |                            |  |  |                             |  |
|                    |                | Isabella Carafa               |                 |  |  |       |  |  |                            |  |  |                             |  |

## Incarichi ricoperti
- Amministratore apostolico di Parma dal 1º novembre 1534 al 13 agosto 1535;
- Diaconia di Sant'Angelo in Pescheria dal 18 dicembre 1534 al 12 agosto 1535;
- Abate commendatario del monastero di San Lorenzo fuori le mura dal 1535 alla morte;
- Governatore di Tivoli dal 1535 al 1538;
- Amministratore della sede di Jaén (Spagna) dal 30 luglio 1535 al 6 luglio 1537;
- Vice Cancelliere di Santa Romana Chiesa con il titolo di San Lorenzo in Damaso dal 13 agosto 1535 alla morte;
- Amministratore della sede di Avignone dal 13 agosto 1535 al 1551;
- Amministratore della sede di Monreale dal 15 maggio 1536 (titolare dal 14 gennaio 1568) al 9 dicembre 1573;
- Abate in commendam dell'Abbazia cistercense di Sant'Anastasio alle Tre Fontane dall'11 agosto 1536 al 2 maggio 1544;
- Amministratore della sede di Bitonto dal 17 giugno 1537 all'8 gennaio 1538 – rinominato per pochi mesi nel 1544;
- Amministratore della sede di Massa Marittima dal 15 novembre 1538 al 22 aprile 1547;
- Amministratore del Patriarcato latino di Gerusalemme dal 27 agosto 1539 alla morte;
- Legato a latere presso Carlo V nei colloqui di pace con Francesco I, nella ricerca di un'alleanza con l'Inghilterra e per l'organizzazione di un concilio generale nel 1539;
- Amministratore della sede di Cavaillon dal 16 luglio 1540 al 20 luglio 1541;
- Legato perpetuo di Avignone dal 13 marzo 1541 al 13 aprile 1565;
- Legato a latere presso la corte imperiale per i colloqui tra Carlo V e Francesco I dal 21 novembre 1543;
- Legato a latere presso la corte imperiale come referente conciliare nel 1545;
- Legato a latere presso la corte imperiale nelle Guerre Smalcaldiche dal 26 gennaio 1546;
- Amministratore della sede di Viseu dal 22 aprile 1547 al 27 giugno 1552;
- Abate commendatario di San Paolo fuori le mura dal 1548;
- Elettore nel conclave del 1549-1550;
- Amministratore della sede di Tours dal 28 aprile 1553 al 25 giugno 1554;
- Amministratore della sede di Viviers dal 25 giugno 1554 al 12 novembre 1554;
- Amministratore della sede di Cahors dal 12 novembre 1554 al 7 maggio 1557;
- Elettore nei conclavi di aprile e maggio 1555;
- Amministratore della sede di Spoleto dal 1555 al 16 dicembre 1562;
- Amministratore della sede di Benevento dal 22 novembre 1556 al 14 gennaio 1558;
- Elettore nel conclave del 1559;
- Abate commendatario di Farfa dal 1563;
- Cardinale presbitero dal 14 aprile 1564;
- Cardinale vescovo, titolare della sede suburbicaria di Sabina, dal 12 maggio 1564 al 6 febbraio 1565 (trattenne San Lorenzo in Damaso in commendam);
- Titolare della Sede suburbicaria di Frascati dal 7 febbraio 1565 all'8 luglio 1578;
- Legato apostolico nella provincia del Patrimonio di San Pietro dal 1565;
- Elettore nel conclave del 1565-1566;
- Elettore nel conclave del 1572;
- Titolare della Sede suburbicaria di Porto e Santa Rufina dal 9 luglio 1578 al 4 dicembre 1580;
- Decano del collegio cardinalizio, titolare della Sede suburbicaria di Ostia e Velletri dal 5 dicembre 1580 alla morte;
- Elettore nel conclave del 1585.

## Successione apostolica
La successione apostolica è:
- Cardinale Giulio Della Rovere (1566)